# Richárd Rapport
Richárd Rapport (Szombathely, 25 maart 1996) is een Hongaars schaker. Kort voor zijn veertiende verjaardag behaalde hij als jongste Hongaar ooit de titel grootmeester.
In 2022 werd bekend dat Rapport voortaan onder de Roemeense vlag zou gaan spelen. in 2024 kwam hij terug op dat besluit

## Successen
Op vierjarige leeftijd leerde Rapport schaken van zijn vader. In 2006 won hij het Europees Jeugdkampioenschap U10. In 2010 wist hij in Boedapest de ‘Eerste Zaterdag’ alle vier de deelnemende grootmeesters te verslaan en verkreeg hij zelf de titel grootmeester.
In 2012 werd hij tweede op het Europees Jeugdkampioenschap. In 2013 werd hij eerste in de challengersgroep op het Tata Steel-toernooi. In 2014 speelde hij in de mastersgroep op het Tata Steel-toernooi. Hierbij scoorde hij 3½ punten uit 11 partijen. Op de Schaakolympiade van 2014 werd Hongarije, waarvoor Rapport uitkwam, tweede.

## Privé
Richard Rapport is in juni 2016 getrouwd met de WGM Jovana Rapport.